# Achremowce
Achremowce (biał. Ахрэмаўцы; ros. Ахремовцы; hist. również Achramowce) – agromiasteczko na Białorusi, w rejonie brasławskim obwodu witebskiego, około 8 km (w prostej linii) na południowy wschód od Brasławia, nad jeziorem Drywiaty; siedziba sielsowietu.

## Historia
Dobra te przed XVIII wiekiem nosiły nazwę „Dwór Olgierdowszczyzna”. Po przejściu ich na własność rodziny Achremowiczów, zmieniły nazwę na obecną. Kolejnymi właścicielami majątku była rodzina Salmanowiczów herbu Szaszor. W 1748 roku Dominik Salmanowicz, chorąży petyhorski sprzedał go Janowi Augustowi Hylzenowi (1702–1767) i jego żonie Konstancji z Broel-Platerów. Nowi właściciele wybudowali tu rezydencję i zmienili nazwę majątku na Belmont. Dziś Belmont to jedynie nazwa parku będącego pozostałością po dawnych rezydencjach (patrz niżej); wieś, a dziś agromiasteczko, nazywa się ponownie, od co najmniej 1918 roku, Achremowce.
Kolejnym właścicielem Belmontu został Józef Jerzy Hylzen, młodszy syn Jana Augusta. Napisał w testamencie z 1783 roku: (...) uwolnić wieczyście poddanych wszystkich dóbr moich, nadając im wolność wyjścia i udania się dokądby chcieli z całą ich własnością. Łożyć regularnie wiecznymi czasy połowę dochodów wszystkich dóbr moich na pomnożenie i zachęcenie nauk i kunsztów, na edukację ubogiej szlachty, na utrzymanie ludzi w potrzebie zostających, na erekcyją szpitalów, także na wspomożenie biednych wieśniaków w ubóstwie lub nieszczęściu zostających. Testament po jego śmierci nie został wykonany. Jego małoletni syn zmarł, a majątek odziedziczył bratanek, upośledzony umysłowo Idzi Hylzen (1772–1801), który w 1798 roku sprzedał klucz belmoncki Mikołajowi Manuzziemu (~1730–1809), awanturnikowi i targowiczaninowi, który, posiadając liczne majątki, tu zamieszkał (i zmarł). Po nim właścicielem Belmontu był syn jego i jego żony Jadwigi z domu Berlicz-Strutyńskiej (~1736–1778) Stanisław Manuzzi (1773–1823), również targowiczanin, ożeniony z Konstancją z Broel-Platerów (1782–1874), która stworzyła w Belmoncie kilka zakładów dobroczynnych. Po bezdzietnej śmierci Stanisława kolejnym gospodarzem w Belmoncie był Wilhelm Ignacy Broel-Plater (1791–1854), najmłodszy brat Konstancji. Wywołało to trwający 80 lat proces sądowy wytoczony Platerom przez rodzinę Strutyńskich, przegrany przez Platerów w 1903 roku. Po Wilhelmie Ignacym majątek odziedziczył jego najmłodszy syn Feliks Witold Broel-Plater (1849–1924), żonaty z Elżbietą Potocką (1874–1960), która była ostatnią właścicielką majątku do 1939 roku.
Po III rozbiorze Polski w 1795 roku Belmont, wcześniej należący do województwa brasławskiego Rzeczypospolitej (a przed 1793 rokiem – do województwa wileńskiego), znalazł się na terenie powiatu brasławskiego (ujezdu) guberni wileńskiej Imperium Rosyjskiego, a od 1843 roku – powiatu nowoaleksandrowskiego guberni kowieńskiej. Po ustabilizowaniu się granicy polsko-radzieckiej w 1921 roku Achremowce wróciły do Polski, znalazły się w gminie Brasław w powiecie brasławskim województwa wileńskiego.  
Według Powszechnego Spisu Ludności z 1921 roku ówczesną wieś zamieszkiwało 331 osób, 130 było wyznania rzymskokatolickiego, 186 prawosławnego, 1 ewangelickiego, a 14 mojżeszowego. Jednocześnie 159 mieszkańców zadeklarowało polską przynależność narodową, 161 białoruska, 6 żydowską, a 5 inną. Było tu 57 budynków mieszkalnych. W 1931 w 74 domach zamieszkiwało 160 osób.
Miejscowość należała do parafii rzymskokatolickiej w m. Belmont i prawosławnej w Brasławiu. Podlegała pod Sąd Grodzki w Brasławiu i Okręgowy w Wilnie; właściwy urząd pocztowy mieścił się w Brasławiu.
Od 1945 roku – w ZSRR, od 1991 roku – na terenie Republiki Białorusi. 
W czasie II wojny światowej Achremowce były prawie całkowicie spalone – ocalało jedynie 9 domów.
Folwark Belmont (biał. Бяльмонты) został przyłączony do wsi Achremowce w 1976 roku.
W czasach sowieckich we wsi działał  kołchoz „Szlak Lenina”. Dziś w miejscowości działa zakład produkcji brykietów torfowych „Brasław”, przedsiębiorstwo pomocnicze kompleksu agro-przemysłowego, wytwórnia produktów nabiałowych „Brasławskoje”. Funkcjonują: szkoła średnia i muzyczna, przedszkole, dom kultury, biblioteka, punkt felczersko-akuszerski i poczta.

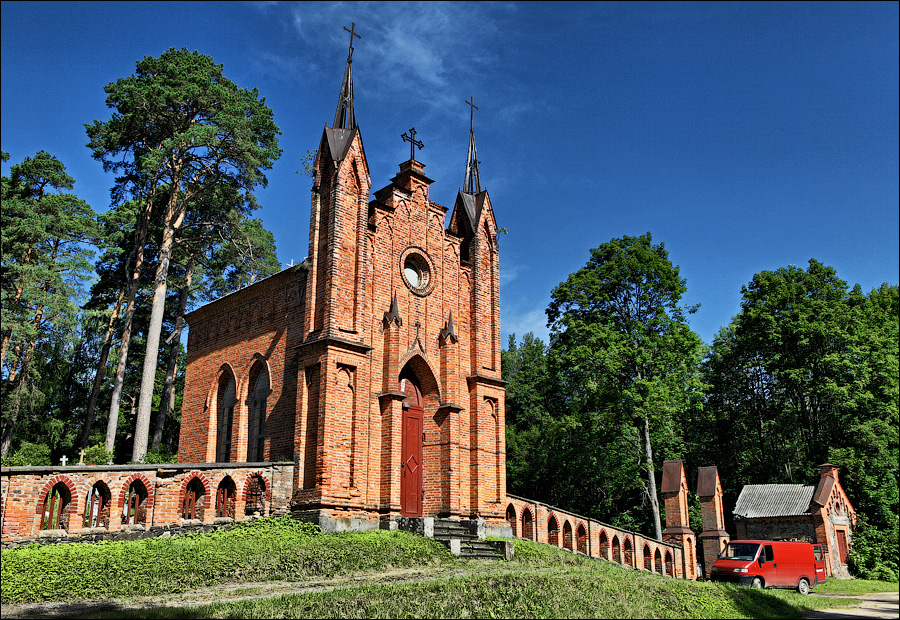
Kaplica Platerów z 1858 roku

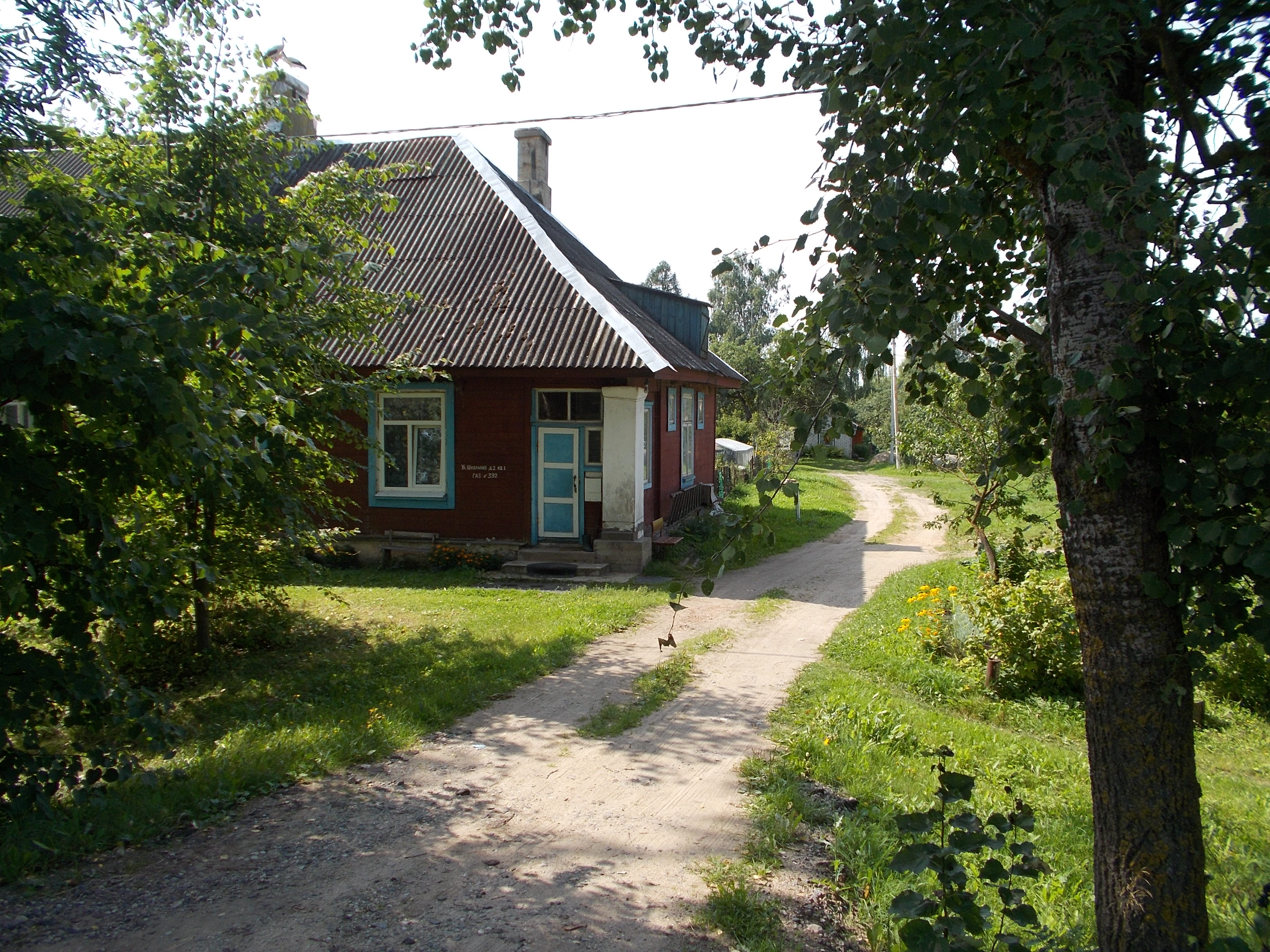
Budynek szkoły z 1930 roku

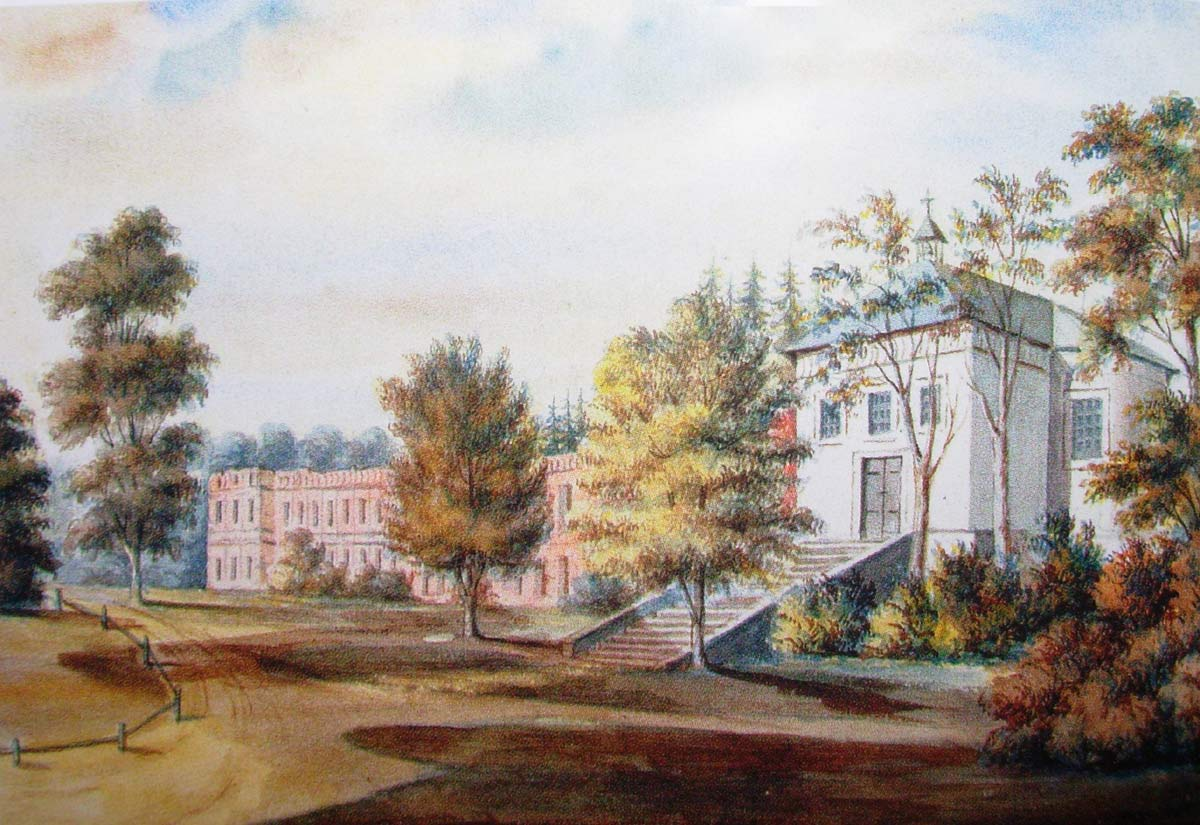
Rysunek pałacu Manuzzich Napoleona Ordy z 1876 roku

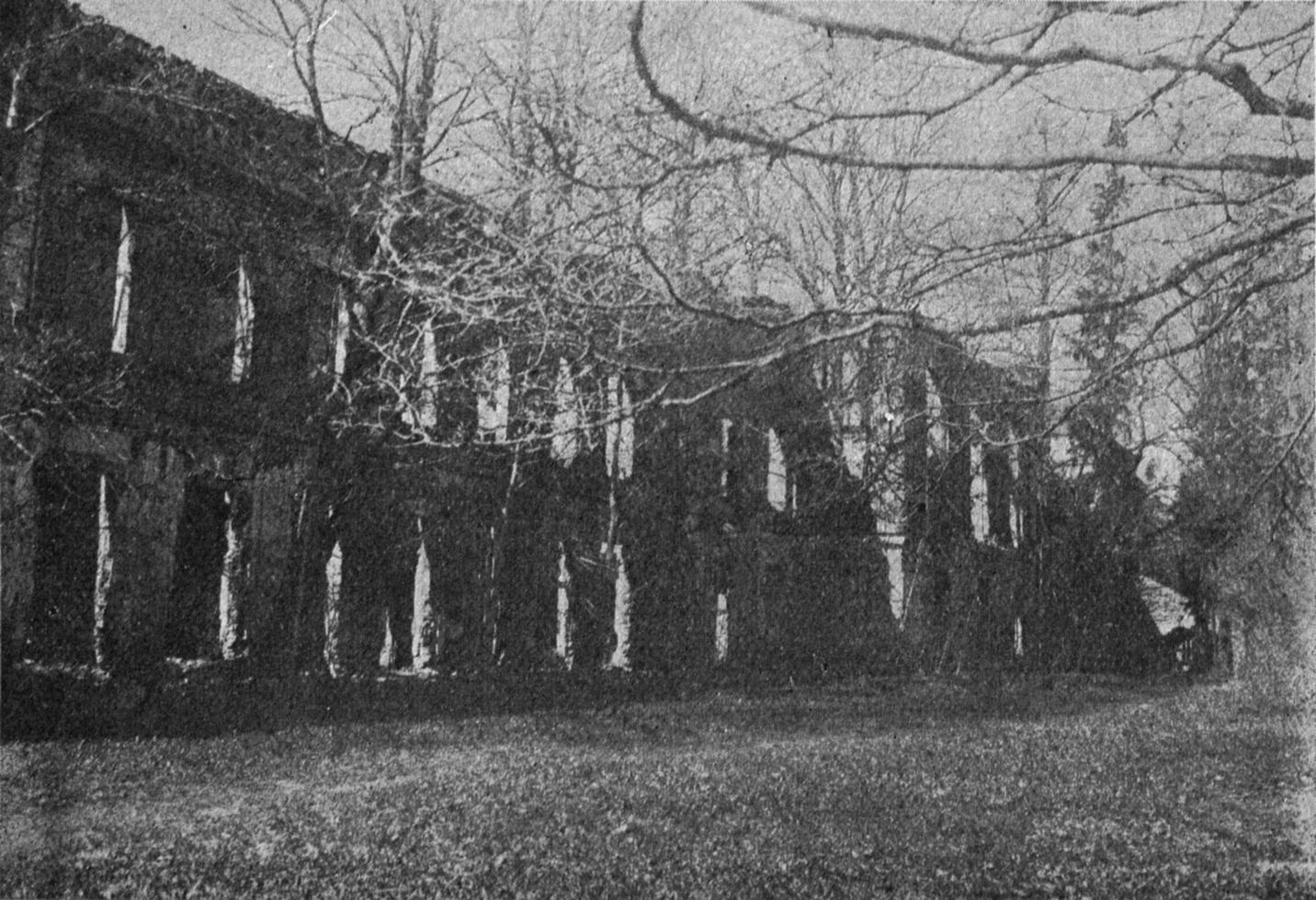
Ruina pałacu Manuzzich w 1930 roku

Liczba ludności miejscowości kształtowała się następująco:
- 1798 – 233[1]
- 1902 – 300[10]
- 1931 – 360
- 1995 – 1549
- 1999 – 1446
- 2009 – 1312[11].

## Zabytki i ważniejsze obiekty
- Kaplica grobowa Platerów na cmentarzu katolickim z 1858 roku
- budynek szkoły z 1930 roku, na ścianie budynku w 1975 roku odsłonięto tablicę upamiętniającą walczących tu w czasie II wojny światowej partyzantów[12]
- zbiorowa mogiła żołnierzy i partyzantów radzieckich w centrum wsi z 1944 roku. W 1973 roku wzniesiono tu pomnik ku czci 166 leżących tu poległych – historyczno-kulturalny zabytek Białorusi o numerze 213Д000176
- cerkiew św. Mikołaja z lat 1885–1886
- kościół Podwyższenia Krzyża Świętego z 2003 roku
- pół kilometra na południe od centrum miasteczka – kurhan „Belmonty” odkryty w 1892 roku (z VIII–X wieku)[12] – historyczno-kulturalny zabytek Białorusi o numerze 213В000175.

## Dawne pałace i park
Pozostałością po rezydencjach w Belmoncie jest wielki park romantyczny, największy tego typu park na Białorusi, o powierzchni 65 ha. Został założony prawdopodobnie przez Potockich w ostatniej ćwierci XVIII wieku. Obecnie zdziczały park, o powierzchni 62 ha nosi imię Iwana Miczurina. Park składa się z dwóch części – parku górnego (otaczającego położone na wzgórzu ruiny zabudowań dworskich) i dolnego (nad jeziorem). W parku górnym, w pobliżu rumowiska, wybudowano kościół Podwyższenia Krzyża Świętego, z białej cegły silikatowej. W parku wytyczono ścieżkę przyrodniczą „Park Belmont” z kilkunastoma przystankami i tablicami informacyjnymi.
Majątek Belmont został opisany w 4. tomie Dziejów rezydencji na dawnych kresach Rzeczypospolitej Romana Aftanazego.